# Vinny Del Negro
Vincent Joseph "Vinny" Del Negro (Springfield, Massachusetts, 9 de agosto de 1966) es un exjugador y entrenador de baloncesto estadounidense, que disputó doce temporadas en la NBA y dos más en Italia. Con 1,93 metros de altura, jugaba en la posición de escolta.

## Carrera

### Universidad
Jugó en la universidad de North Carolina State, con Jim Valvano de entrenador. En sus dos primeras temporadas con los Wolfpack apenas tuvo protagonismo. Como freshman en la temporada 1984-85 promedió 2,1 puntos, y como sophomore 1,7. Sin embargo, en su año júnior se asentó logrando números muy aceptables, 10,4 puntos (con 50% en triples), 3,3 rebotes y 2,9 asistencias. Mejor aún acabaría su periplo en la NCAA con los Wolfpack, en su temporada sénior, donde firmó 15,9 puntos, 4,9 rebotes y 3,6 asistencias. Aquella campaña fue incluido en el Mejor quinteto de la Atlantic Coast Conference.

### NBA
Fue elegido por Sacramento Kings en el puesto 29 de 1.ª ronda del Draft de 1988. Jugó sus dos primeras temporadas en Sacramento (donde promedió 7,1 y 9,7 puntos, respectivamente) antes de dejar la NBA por el Benetton Treviso, donde estuvo otro par de temporadas.
Retornó a la NBA de la mano de San Antonio Spurs, que lo fichó como agente libre. Allí se mantuvo durante seis temporadas ofreciendo su mejor rendimiento. Fue titular durante cuatro temporadas y entre sus mejores campañas esta el periodo que va desde 1994 hasta 1997. Durante esos tres años promedió 12,5 puntos, 14,3 puntos y 12,3 puntos, respectivamente.
El 2 de febrero de 1999, Milwaukee Bucks lo firmó como agente libre, pasando dos temporadas testimoniales en Milwaukee hasta que fue traspasado en junio de 2000 a Golden State Warriors en una operación que involucró a tres franquicias.
Finalmente, el 26 de enero de 2001 fue traspasado a Phoenix Suns a cambio de Corie Blount, Rubén Garcés y Paul McPherson. Después de esto lo mandaron a Los Angeles Clippers pero ahí no vestiría la camiseta ni un solo minuto.
Durante su carrera, ha promediado 9,1 puntos, 2,3 rebotes y 3,2 asistencias, con un 47,5% en tiros de campo y un 84% en tiros libres.

### Entrenador
El 11 de junio de 2008 fichó como entrenador por Chicago Bulls, debutando como entrenador en la NBA. 
Fue despedido en mayo de 2010 tras dos años en Chicago.
El 8 de julio de 2010 firmó como entrenador por Los Angeles Clippers.
Tras tres temporadas en Los Ángeles, el 21 de mayo de 2013, no fue novado.

## Estadísticas de su carrera en la NBA

### Temporada regular
| Año     | Equipo       | PJ  | PT  | MPP  | %TC  | %3P  | %TL   | RPP | APP | ROB | TPP | PPP  |
| ------- | ------------ | --- | --- | ---- | ---- | ---- | ----- | --- | --- | --- | --- | ---- |
| 1988–89 | Sacramento   | 80  | 2   | 19.5 | .475 | .300 | .850  | 2.1 | 2.6 | .8  | .2  | 7.1  |
| 1989–90 | Sacramento   | 76  | 29  | 24.4 | .462 | .313 | .871  | 2.6 | 3.3 | .8  | .1  | 9.7  |
| 1992–93 | San Antonio  | 73  | 31  | 20.9 | .507 | .250 | .863  | 2.2 | 4.0 | .6  | .0  | 7.4  |
| 1993–94 | San Antonio  | 77  | 56  | 25.3 | .487 | .349 | .824  | 2.1 | 4.2 | .8  | .0  | 10.0 |
| 1994–95 | San Antonio  | 75  | 71  | 31.5 | .486 | .407 | .790  | 2.6 | 3.0 | .8  | .2  | 12.5 |
| 1995–96 | San Antonio  | 82  | 82  | 33.7 | .497 | .380 | .832  | 3.3 | 3.8 | 1.0 | .1  | 14.5 |
| 1996–97 | San Antonio  | 72  | 53  | 31.2 | .467 | .314 | .868  | 2.9 | 3.2 | .8  | .1  | 12.3 |
| 1997–98 | San Antonio  | 54  | 38  | 31.9 | .441 | .436 | .796  | 2.8 | 3.4 | .7  | .1  | 9.5  |
| 1998–99 | Milwaukee    | 48  | 7   | 22.8 | .422 | .433 | .800  | 2.1 | 3.6 | .7  | .1  | 5.9  |
| 1999–00 | Milwaukee    | 67  | 0   | 18.1 | .471 | .333 | .897  | 1.6 | 2.4 | .5  | .0  | 5.2  |
| 2000–01 | Golden State | 29  | 1   | 13.7 | .333 | .111 | 1.000 | 1.1 | 2.1 | .2  | .0  | 2.7  |
| 2000–01 | Phoenix      | 36  | 0   | 14.6 | .528 | .000 | .893  | 1.4 | 1.8 | .6  | .1  | 4.9  |
| 2001–02 | Phoenix      | 2   | 0   | 3.0  | .250 | .000 | .000  | .0  | 1.0 | .0  | .0  | 1.0  |
| Total   | Total        | 771 | 370 | 24.9 | .475 | .359 | .840  | 2.3 | 3.2 | .7  | .1  | 9.1  |

### Playoffs
| Año   | Equipo      | PJ | PT | MPP  | %TC  | %3P  | %TL   | RPP | APP | ROB | TPP | PPP  |
| ----- | ----------- | -- | -- | ---- | ---- | ---- | ----- | --- | --- | --- | --- | ---- |
| 1993  | San Antonio | 8  | 0  | 14.0 | .447 | .222 | 1.000 | 2.4 | 3.0 | .1  | .1  | 5.0  |
| 1994  | San Antonio | 4  | 4  | 23.3 | .444 | .500 | .600  | 1.8 | 4.5 | .3  | .0  | 7.3  |
| 1995  | San Antonio | 15 | 15 | 25.5 | .432 | .450 | .833  | 2.1 | 2.5 | .5  | .1  | 8.7  |
| 1996  | San Antonio | 10 | 10 | 37.9 | .460 | .593 | .684  | 2.6 | 2.9 | 1.3 | .3  | 14.3 |
| 1998  | San Antonio | 9  | 3  | 31.4 | .481 | .200 | .941  | 2.7 | 3.2 | .9  | .0  | 10.7 |
| 2000  | Milwaukee   | 5  | 0  | 18.6 | .433 | .000 | .000  | 1.6 | 1.8 | .6  | .0  | 5.2  |
| 2001  | Phoenix     | 3  | 0  | 8.7  | .571 | .000 | .000  | .7  | 1.7 | .0  | .0  | 2.7  |
| Total | Total       | 54 | 32 | 25.3 | .454 | .431 | .812  | 2.2 | 2.8 | .6  | .1  | 8.8  |

## Estadísticas como entrenador
| Equipo        | Año     | P   | V   | D   | V–D% | Finalizado     | PP | VP | DP | PV–D% | Resultado                      |
| ------------- | ------- | --- | --- | --- | ---- | -------------- | -- | -- | -- | ----- | ------------------------------ |
| Chicago       | 2008-09 | 82  | 41  | 41  | .500 | 2.º en Central | 7  | 3  | 4  | .429  | Pierde en Primera ronda        |
| Chicago       | 2009-10 | 82  | 41  | 41  | .500 | 3.º en Central | 5  | 1  | 4  | .200  | Pierde en Primera ronda        |
| L.A. Clippers | 2010-11 | 82  | 32  | 50  | .390 | 4.º en Pacific | —  | —  | —  | —     | No playoffs                    |
| L.A. Clippers | 2011-12 | 66  | 40  | 26  | .606 | 2.º en Pacific | 11 | 4  | 7  | .364  | Pierde en Semifinales de Conf. |
| L.A. Clippers | 2012-13 | 82  | 56  | 26  | .683 | 1.º en Pacific | 6  | 2  | 4  | .333  | Pierde en Primera ronda        |
| Total         | Total   | 394 | 210 | 184 | .533 |                | 29 | 10 | 19 | .345  |                                |

## Vida personal
Tiene ascendencia italiana.
Su padre, Vince Del Negro, jugó en la Universidad de Kentucky bajo las órdenes del legendario técnico Adolph Rupp. Falleció el 7 de julio de 2021.
Tras su retirada, Vinny trabajó como comentarista en la radio de los Suns y tuvo un cargo dentro de la franquicia.
En 2021 ganó el torneo de golf, el American Century Championship.